# Совет Министров Казахской ССР (1951)
Список Совета Министров Казахской ССР образованного 31 марта 1951 г. постановлением Верховного Совета Казахской ССР.

## Руководство
1. Председатель Совета Министров Казахской ССР — Ундасынов, Нуртай Дандыбаевич.
2. Заместитель Председателя Совета Министров Казахской ССР — Гарагаш Александр Дементьевич.
3. Заместитель Председателя Совета Министров Казахской ССР — Кунаев, Динмухамед Ахметович.
4. Заместитель Председателя Совета Министров Казахской ССР — Шарипов, Исагали.
5. Заместитель Председателя Совета Министров Казахской ССР — Забежанский, Натан Хаимович.
6. Заместитель Председателя Совета Министров Казахской ССР — Нурумбаева, Махфуза Сапаровна.
7. Заместитель Председателя Совета Министров Казахской ССР — Джангозин, Джакип-Бек.
8. Заместитель Председателя Совета Министров Казахской ССР и Председатель Государственной плановой комиссии Казахской ССР — Тажиев, Ибрагим Тажиевич.

## Министры
1. Министр внутренних дел Казахской ССР — Губин, Владимир Владимирович.
2. Министр государственного контроля Казахской ССР — Онгарбаев, Акай.
3. Министр государственной безопасности Казахской ССР — Бызов, Алексей Петрович.
4. Министр здравоохранения Казахской ССР — Каракулов, Ишанбай Каракулович.
5. Министр иностранных дел Казахской ССР — Тажибаев, Тулеген Тажибаевич.
6. Министр кинематографии Казахской ССР — Якупов, Валий Якупович.
7. Министр легкой промышленности Казахской ССР — Пелевин, Виктор Михайлович.
8. Министр лесного хозяйства Казахской ССР — Урумбаев, Умурзак.
9. Министр лесной промышленности Казахской ССР — Кайнарбаев, Сайлаубай.
10. Министр мясной и молочной промышленности Казахской ССР — Едыгенов, Казтай Едыгенович.
11. Министр пищевой промышленности Казахской ССР — Бутин, Мажекен Есенович.
12. Министр промышленности строительных материалов Казахской ССР — Морозов, Яков Епифанович.
13. Министр рыбной промышленности Казахской ССР — Саубенов, Габбас Баймухамедович.
14. Министр сельского хозяйства Казахской ССР — Даулбаев, Ахмет Дакишевич.
15. Министр совхозов Казахской ССР — Ивандаев, Иван Васильевич.
16. Министр торговли Казахской ССР — Джангозин, Джакип-Бек.
17. Министр финансов Казахской ССР — Шугайло, Иван Авксентьевич.
18. Министр хлопководства Казахской ССР — Кистауов, Ахметбек Мухамедьярович.
19. Министр юстиции Казахской ССР — Нурбаев, Мырзыкадыр.
20. Министр автомобильного транспорта Казахской ССР — Гаврилов, Иван Григорьевич.
21. Министр водного хозяйства Казахской ССР — Юсупов, Исмаил Абдурасулович.
22. Министр коммунального хозяйства Казахской ССР — Эпиктетов, Сергей Фёдорович.
23. Министр местной промышленности Казахской ССР — Нагаев, Борис Данилович.
24. Министр местной топливной промышленности Казахской ССР — Корнеев, Пётр Афанасьевич.
25. Министр просвещения Казахской ССР — Сембаев, Абдыхамит Ибнеевич.
26. Министр социального обеспечения Казахской ССР — Кисанов, Атымтай.

## Председатели и начальники
1. Начальник Управления по делам искусств при Совете Министров Казахской ССР — Ахметов, Сагинтай Ахметович.
2. Председатель Комитета по делам культурно-просветительных учреждений при Совете Министров Казахской ССР — Байгалиев, Хаиргалий Байгалиевич[каз.].